# Minya
Minya (jap. ミニラ Minira; ang. alt. Minilla) – fikcyjny gigantyczny potwór (kaijū), o wyglądzie podobnym do samej Godzilli, występujący w japońskich filmach fantastycznonaukowych wytwórni Tōhō. Występuje jako potomek Godzilli.

## Opis
Minilla należy do gatunku Godzilli i jest jego małoletnim przedstawicielem. Minya jest mniejszy od Godzilli, ma gładszą fakturę skóry, a jego twarz i sylwetka zbliża się do ludzkiego dziecka. Zarówno w seriach Shōwa i Millennium nie jest sprecyzowane, czy Minya jest biologicznym synem Godzilli. Mimo to, książka The Official Godzilla Compendium i anglojęzyczna strona Tōhō twierdzą, że Minya został adopotowany przez Godzillę w Synie Godzilli. W Synie Godzilli Minya wykluł się z jaj na wyspie Solgell, zaś w Godzilli: Ostatniej wojnie pojawił się pod Fudżi bez konkretnego wyjaśnienia, jakie jest jego pochodzenie.
Minya w przeciwieństwie do innych potworów Tōhō jest przyjacielski wobec ludzi i z racji młodego wieku zachowuje jak typowe dziecko.

## Historia

### Seria Shōwa
W filmie Syn Godzilli Minya wykluł się na wyspie Solgel z jaja, które chciały skonsumować Kamacurasy, jednak w tych planach przeszkodził im Godzilla. Od tego momentu Godzilla opiekował się Minyą, jednak był surowym ojcem. Z Minyą zaprzyjaźniła się Saeko Matsumiya, która była córką zmarłego 7 lat temu Tadashiego Matsumiyi, archeologa który ukrywał się na wyspie Solgell po porażce Japonii podczas II wojny światowej. Minya widząc Saeko w niebezpieczeństwie w starciu z Kamacurasem chciał jej pomóc, jednak przypadkowo wybudził Kumongę. Wraz z Kamacurasem Minya został zaplątany w sieć Kumongi i miał podzielić los swego towarzysza. Na szczęście Godzilla zbudzony wołaniem o pomoc potomka ruszył mu na ratunek i zabił Kumongę. Tymczasem naukowcy powtórzyli eksperyment pogodowy w celu zamrożenia potworów. Godzilla chciał opuścić wyspę, jednak zdecydował się zapaść sen zimowy wraz Minyą.
Minya pojawił się w Zniszczyć wszystkie potwory, gdzie żył w specjalnie stworzonym na archipelagu Ogasawara środowisku dla potworów – Wyspie Potworów. Ich spokój na wyspie zakłócili Kilaakowie, rasa kosmitów, która planowała podbić Ziemię. W tym celu przejęli oni kontrolę nad ziemskimi potworami i wysłali je, by niszczyły ludzkie miasta. Po zniszczeniu przez załogę Moonlight SY-3 urządzenia kontrolnego Kilaaków Minya był widziany przed rozpoczęciem się finałowej bitwy u stóp góry Fudżi, gdzie u boku Godzilli, Anguirusa, Gorozaura, Rodana, larwy Mothry i Kumongi stoczył zwycięską bitwę z Królem Ghidorą. Gdy inwazja Kilaaków została zdławiona, Minya wraz z innymi potworami wrócił na archipelag Ogasawara, gdzie żył w spokoju.
W filmie Rewanż Godzilli Minya wystąpił w fantazjach chłopca o imieniu Ichiro. Minya tak jak Ichiro miał swojego dręczyciela nazywającego się Gabara, jednak w przypadku Minyi był to ogr. Miya zwierzył się nowemu przyjacielowi, że Godzilla uważa go za mięczaka, gdyż nie ma odwagi postawić się Gabarze. Ichiro kilka razy przekonał go do walki, jednak w większości te próby kończyły sromotną przegraną Minyi. Ostatecznie Minyi udaje się pokonać Gabarę na oczach Godzilli, który był dumny z odwagi syna. Ichiro zaś zainspirowany tym wpierw udaje się złapać rabusiów, a następnie postawić się Sanko Gabarze i jego kolegom.
Minya pojawił się także w 46. odcinku serialu Ike! Gurīnman jako jeden z przeciwników tytułowego bohatera. W tej wersji jest to negatynw postać i potwór stworzony przez Maoha i wysłany, by zdobył dla niego krew dzieci. Ostatecznie Greenmanowi udaje się pokonać Minyę, jednak wyjątkowo decyduje się go nie zabić. Jednak Minyta został zniszczony przez Maoha za niewypełnienie misji.

### Seria Millenium
Minya wystąpił w filmie Godzilla: Ostatnia wojna jako 1,6 metrowy stworek znaleziony przez myśliwego Samona Taguchiego i jego wnuka Kentę w lasach wokół góry Fudżi. Taguchi chciał zastrzelić go, ale odwiódł go od tego Kenta. Stworek zaprzyjaźnił się z Kentą i otrzymał od niego imię „Minya”. Podczas wznowionej inwazji Xilienów przy użyciu wielkich potoworów Minya, Taguchi i Kenta uciekli z miejsca pick-upem. Gdy wypuszczony z Obszaru G (oryg. Area G) przez Siły Obrony Ziemi (oryg. Earth Defense Force) Godzilla dotarł w okolice Fudżi, Taguchi odpowiedział Kencie, że Godzilla nienawidzi ludzkości za popełnione przez nią straszne rzeczy. Na widok Godzilli Minya się strasznie podniecił i gestykulacją nakazał swym towarzyszom podążać za nim. Gdy Godzilla pokonał King Caesara, Anguirusa i Rodana, Minya wypuścił obłok termonuklearnego promienia i niespodziewanie urósł do 20 metrów. Gdy w zrównanym z ziemią Tokio Godzilla chciał zabić załogę Gotengo, pojawił się Minya i zasłonił swym ciałem ludzi. Podążający za nim Taguchi i Kenta sądzili, że to moment, by Godzilla porzucił urazę do ludzkości i przebaczył jej. Godzilla usłuchał się Minyi i odszedł w stronę morza. Minya podążył za nim i wypuścił z siebie wiązkę termonuklearnego promienia potwierdzając, że jest jego synem.